# The Heist
The Heist er et hip hop-album det andet  studiealbum fra oktober 2012, af den amerikanske rapper Macklemore og produceren Ryan Lewis. Både sangene "Thrift Shop" og "Can't Hold Us" fandt vej til toppen af Billboard 200-listen. 
Det blev indspillet i Seattle mellem 2009 og 2012 og blev udgivet på  Macklemore LLC